# Trichlortriazin
Trichlortriazin (též kyanurylchlorid, trichlorkyan, kyanurchlorid či cyanurchlorid; systematický název 2,4,6-trichlor-1,3,5-triazin) je anorganická sloučenina se vzorcem (NCCl)3. Tato bezbarvá tuhá látka je chlorovaným derivátem 1,3,5-triazinu. Jedná se o trimer chlorkyanu. Je hlavním prekurzorem populárního, avšak kontroverzního herbicidu atrazinu.

## Výroba
Trichlortriazin se vyrábí ve dvou krocích z kyanovodíku přes meziprodukt chlorkyan, který se trimerizuje za zvýšené teploty na uhlíkovém katalyzátoru:
HCN + Cl2 → ClCN + HCl
3 ClCN → (ClCN)3
V roce 2005 se na světě vyrobilo zhruba 200 000 tun.

## Průmyslové použití
Odhaduje se, že 70 % trichlortriazinu připadá na použití pro výrobu triazinových pesticidů, zejména atrazinu. Takové reakce jsou založeny na snadné náhradě chloridů nukleofily, například aminy:
(ClCN)3 + 2 RNH2 → (RNHCN)(ClCN)2 + RNH3+Cl−
Podobně lze vyrábět další triazinové herbicidy, například simazin, anilazin nebo cyromazin.
Trichlortriazin se využívá také jako prekurzor pro barviva a zesíťovací činidla. Největší třída těchto barviv jsou sulfonované triazin-stilbenové optické zjasňovače (OBA) čili fluorescenční bělidla (FWA), často používané v pracích prostředcích a bílém papíře. Triazinový kruh je začleněn také v mnoha reaktivních barvivech. I tato se vyrábějí substitucí chloru jiným radikálem, jako v reakci popsané výše.

## Organická syntéza
V jedné specializované aplikace se trichlortriazin využívá jako reagens při konverzi alkoholů a karboxylových kyselin na alkyl-, resp. acylchloridy:
Využívá se i jako dehydratační činidlo a pro aktivaci karboxylových kyselin při redukci na alkoholy. Zahříváním s dimethylformamidem vzniká Goldovo reagens Me2NCH=NCH=NMe2+Cl−, které je víceúčelovým zdrojem pro aminoalkylace a prekurzorem heterocyklických sloučenin.
Chloridová centra lze snadno nahradit aminy za vzniku melaminových derivátů, například v syntéze dendrimerů:
Trichlortriazin se využívá i při syntéze experimentálního ligandu adenosinového receptoru.: